# Slaget vid Valmy
Slaget vid Valmy, eller kanonaden vid Valmy, den 20 september 1792 markerade vändpunkten i första koalitionskriget. Den franska revolutionsarmén gick på offensiven och besegrade den anti-revolutionära alliansen. Trots det låga antalet offer (mindre än 500 totalt) och det oklara taktiska resultatet räknas slaget ändå som ett av de femton mest avgörande slagen i en bok från 1851, eftersom en fransk förlust skulle sannolikt lett till slutet för franska revolutionen.
Den franske generalen Charles François Dumouriez hade på grund av omständigheterna tvingats överge sitt läger vid Grand Pré och föra fram sina trupper framför Sainte-Menehould. Hertigen av Braunschweig som kommenderade 45.000 man preussiska trupper och General Clerfayt som kommenderade 20.000 man hade tagit ställning på höjderna av L'Iron och La Lune. 19 september anslöt till François Christophe Kellermann till Dumouriez trupper med 15.000, vara en femtedel avdelades för att skydda Bar och Vitry. På Dumouriez order gick Kellerman över floden Auve, men drabbades av svåra förluster, och hade för avsikt att meddela Dumouriez att han ämnade tåga tillbaka. Klockan 3 på morgonen 20 september fick dock Kellerman besked om att Preussarna hade marscherat hela natten och nu närmade sig hans ställningar. Som han inte kunde retirera och omöjligen kunde stå kvar beslutade han sig för att anfalla. Hertigen av Braunschweig hade haft för avsikt att överrumpla de franska soldaterna, men deras anfall omintetgjorde nu hans planer. Kellerman gav order till general Valence, som förde befälet över de franska reservtrupperna att understödja honom, varpå han ryckte fram mot höjderna kring Valmy väderkvarn.
Från höjden kring väderkvarnen hade Kellerman en utmärkt försvarsposition med vid utsikt över Auvefloden i söder till la Bioune i norr och kunde därifrån kontrollera den anslutande slätten. Han placerade 18 kanoner på höjden och kvarlämnade General Stengel, som Dumouriez skickat till hans undsättning under befäl av 3.000 man att försvara artilleriställningen. Då Fransmännen ännu inte kunnat utröna preussarnas avsikter kvarblev de Franska trupperna i sina första ställningar. Men runt klockan 6 på morgonen upptäcktes tre kolonner, vilka marscherade framför byn Hens på väg mot höjderna av la Lune, för att besätta dem. Kellerman lät då sin första linje rycka fram, och placerade dem i stridsordning på höjderna av Valmy. Klockan 7 på morgonen började Franska armén beskjuta de preussiska ställningarna, en eldgivning som pågick fram till klockan 9. Under tiden hade preussarna fört fram sitt artilleri till frontlinjen, och började nu beskjuta de franska ställningarna. Granaterna lyckas genom det plötsliga anfallet för en stund bryta upp de franska linjerna, men Kellerman lyckas återsamla trupperna genom att placera sin hatt på spetsen av sin sabel, samtidigt som han utropade "Vive la Nation", och fick soldaterna att följa hans uppmaning och göt nytt mod i trupperna. Preussarna ryckte nu fram i tre kolonner; två mot kvarnen i Valmy och en mot posthuset.
François Sébastien de Croix de Clerfayt, som förde befälet över anfallet mot kvarnen i Valmy tvingades konstatera att han inte rådde på Stengels envisa försvar av höjden och tvingades retirera. På centern genomförde Kellerman ett djärvt motanfall och slog tillbaka de preussiska anfallet. Sedan Clairfaits trupper retirerat erhöll Kellerman förstärkning av 4.000 man under befäl av general Beuxnonvilles ledning. Han placerade dessa trupper på sin vänstra flygel. Hertigen av Braunschweig lät sig dock inte nedslås utan genomförde ett nytt anfall, nu med en kolonn mot posthuset och en mot kvarnen. Återigen slogs de preussiska trupperna efter en blodig strid tillbaka. Klockan 7 på kvällen tvingades de allierade att dra sig tillbaka till sina ursprungliga ställningar.
Kellerman utnyttjade natten till att marschera till höjderna av Voilemont och Dampierre. I gryningen hade han ställt upp sin armé i stridsordning, då han upptäckte de preussiska hären som kom marscherande mot honom. Fransmännen anföll omedelbart och Preussarna som vill undvika strid drog sig åter tillbaka till sitt läger vid La Lune. Fältsjuka och brist på proviant gjorde att hertigen av Braunschweig tvingades förhandla om återtåg, och 30 september började han sitt återtåg. 12 dagar senare, 11 oktober återkom han till Verdun efter en svår marsch som kvarlämnat mängder med döda hästar och soldater och övergiven utrustning efter reträttvägen.

## Fotnoter
1. 1 2 3 4  Ny Läsning för Swenska Soldater af alla Wapen, Bataljen wid Walmy den 20 September 1792, Hampus W. Mörner